# Богатырка (Приморский край)
Богаты́рка — село в Уссурийском городском округе Приморского края. Входит в состав Пуциловской территории.

## География
Село Богатырка стоит на правом берегу реки Казачка (левый приток Борисовки), напротив Пуциловки.
Село Богатырка расположено к западу от Уссурийска, расстояние по прямой около 27 км.
Дорога к селу Богатырка идёт на юг от автотрассы «Борисовка — Алексей-Никольское» через Пуциловку. Расстояние до Пуциловки около 3 км, до Борисовки около 19 км, до Уссурийска около 34 км.
От Богатырки на юго-запад идёт дорога к селу Монакино.

## Население
| 1915 | 2002 | 2010 |
| ---- | ---- | ---- |
| 633  | ↘336 | ↘235 |

## Улицы
| - пер. Грибной, - пер. Лесной, - пер. Ореховый, - пер. Полевой, | - ул. Колхозная, - ул. Пограничная, - ул. Советов, - ул. Центральная. |

## Экономика
Сельскохозяйственные предприятия Уссурийского городского округа.